# Knockout game
Knockout game est un des noms donnés aux États-Unis, notamment par des médias, à un type d'agression physique dans lesquelles une personne  (assistée par d'autres qui jouent le rôle de complices ou de guetteurs) essaie de « mettre knock-out », d'un seul coup en traître (en), une victime innocente et sans défiance (c'est de la violence gratuite). Ces agressions ont des similitudes avec la mode du happy slapping qu'on observe en Europe, où des photophones sont utilisés pour enregistrer les agressions. Le knockout game est également appelé "knockout", "knockout king", "point 'em out, knock 'em out" et "polar-bearing" ou "polar-bear hunting" (« chasse à l'ours blanc », dénomination employée, selon certains, quand la victime est blanche et que les agresseurs ne le sont pas),,). Les victimes agressées peuvent être d'origine, d'âge, genre et religion diverses. Il est possible de supposer qu'une agression puisse souvent reposer sur des aspects discriminatoires (ex : agression d'une personne dite "blanche", immigrant, signe religieux..). Les auteurs de ce type d'agression sont souvent très jeunes. Les agressions sont subites et sont souvent filmées puis diffusées en ligne. 
Des blessures sérieuses et même des décès ont été attribués au knockout game. Certaines sources journalistiques rapportent qu'il y eut une escalade de telles agressions vers la fin de 2013 et, dans certains cas, l'agresseur fut inculpé de crime de haine. Des politiciens ont réclamé une législation contre cette pratique,,. Dans d'autres médias, des analystes ont mis en doute que le jeu soit aussi répandu qu'on l'a dit et ont soutenu que le caractère de mode de ce jeu, mais non les attaques elles-mêmes, était un mythe,,,. Des analystes progressistes affirment que les conservateurs promeuvent l'idée fausse, non étayée par l'observation, selon laquelle le "knockout game" est réellement à la mode,. Des analystes conservateurs, eux, affirment que les médias sont dominés par des progressistes qui refusent d'informer le public en cette matière pour raisons politiques, c'est-à-dire à cause des aspects raciaux du supposé jeu,. 

## Historique des agressions

### 1992–2009
En septembre 1992, Yngve Raustein (en), jeune Norvégien étudiant au Massachusetts Institute of Technology, fut tué par trois adolescents (McHugh, Donovan et Velez) qui, selon le parquet de Cambridge (Massachusetts), jouaient à un jeu appelé "knockout." Des adolescents de l'endroit déclarèrent que le but du jeu est d'assommer une victime sans défiance à l'aide d'un seul coup et que si l'agresseur ne réussit pas, ses compagnons s'en prennent à lui.
En 2005, au Royaume-Uni, BBC News publia un reportage sur la pratique du happy slapping, où des agressions étaient filmées dans l'intention de les diffuser sur Internet. Le gouvernement français réagit à cette pratique en rendant illégal le fait de filmer des actes de violence et de les diffuser sur Internet. Un porte-parole du Président Nicolas Sarkozy déclara que la loi visait le "happy slapping".
En septembre 2009, trois adolescents arrêtés à Decatur (Illinois) furent inculpés d'avoir tué un cycliste de 61 ans à coups de pied et essayé de tuer un autre homme, âgé de 46 ans, qui avait lui aussi été attaqué et frappé à coups de pied. On déclara que les adolescents jouaient à « point 'em out, knock 'em out », où un groupe choisit une personne, l'attaque et cherche à l'assommer,.
En juin 2009, un homme de 29 ans fut battu dans un garage de stationnement de Columbia (Missouri) par un groupe d'adolescents qui dirent à la police qu'ils jouaient à un jeu appelé « knockout king », où ils repéraient une personne sans défiance et cherchaient à la mettre knock-out en lui portant un seul coup.

### 2011–2013

#### Jeu (ou actes qualifiés tels)
En avril 2011, Hoang Nguyen, âgé de 72 ans, mourut à Saint-Louis (Missouri), après une agression qui, d'après une station CBS locale, « faisait partie du jeu appelé knockout game ». L'épouse de Nguyen, âgée de 62 ans, fut blessée. Au terme du procès, l'agresseur Elex Murphy, Noir âgé de 18 ans à l'époque des faits, fut condamné à la détention à perpétuité et à une peine supplémentaire de 25 ans,,,.
Le 28 octobre et le 1er novembre 2011, le St. Louis Post-Dispatch publia un article selon lequel l'agression d'avril n'était pas un fait isolé à Saint- Louis. En 2006 et 2007, des vagues d'agressions semblables avaient déjà été signalées et dans les quinze mois précédant la publication de l'article, sept cas était venus à la connaissance des autorités. Selon les journalistes aussi bien que selon la police, les auteurs des agressions étaient au moins en grande partie des élèves de la Roosevelt High School) (en) (école d'enseignement secondaire de Saint-Louis). La police parlait d'une mode de comportement inhumain. Selon elle, les agressions ne semblaient pas racialement motivées, mais elle essayait une nouvelle approche « sur base communautaire ». James Clark, vice-président de la section Community Outreach (Travail de proximité communautaire) de Better Family Life, estimait que la racine du problème était « l'insuffisance en occasions de divertissement et en programmes de proximité pour nos jeunes, ».
En juillet 2012, Delfino Mora, âgé de 62 ans, fut attaqué par trois adolescents noirs et tué à Rogers Park (Chicago). Anthony Malcolm, qui enregistra l'agression sur son téléphone mobile et la publia, fut condamné à 30 ans de prison. Deux autres adolescents attendaient leur jugement en septembre 2013. Il fut dit que l'attaque faisait partie d'un jeu appelé « pick 'em out, knock 'em out, ».
En 2013, une série de telles agression, comportant toutes un élément de jeu, causèrent la mort des victimes. En mai de cette année, Michael Daniels, 51 ans, de Syracuse (New York), mourut au lendemain d'une agression qui fut plus tard mise en relation avec le knockout game,.
Ralph Santiago, un handicapé sans abri de Hoboken (New Jersey), fut trouvé mort après avoir été attaqué par trois garçons dans une agression qui fut mise en relation avec le knockout game,.
Le Yale Daily News (en) rapporta sept attaques qui avaient été commises à New Haven en novembre 2013 et qui pouvaient, mais sans certitude, être associées au knockout game. Le 21 novembre, le chef du Yale Police Department (police de l'Université Yale) envoya un e-mail à la communauté du campus, conseillant aux étudiants d'éviter les zones isolées, surtout la nuit tombée. Un représentant de la police de New Haven déplora la perpétuelle couverture des faits par les médias, qui selon lui ne faisait qu'accentuer la tendance.
Aux États-Unis, le New York Times nota « un dossier de plus en plus gros de rapports sur de tels crimes dans le Nord-Est et au-delà ». Un certain nombre d'articles de presse publiés fin novembre 2013 mentionnèrent une série d'agressions commises à Crown Heights en octobre et novembre de cette année,,,,. Cette campagne eut pour résultat que le NYPD (New York City Police Department) établit des patrouilles dans certains quartiers.
En novembre 2013, un adolescent Noir fut arrêté alors qu'il essayait de jouer au knockout game[réf. nécessaire].

#### Représailles
Le 24 novembre 2013, à Katy (Texas), un Afro-Américain de 81 ans fut attaqué et hospitalisé. Deux semaines plus tard, Conrad Alvin Barrett, 29 ans, fut arrêté quand l'enquête mit à sa charge d'avoir montré à un officier de police non en fonctions une vidéo qu'il avait enregistrée à l'aide de son téléphone mobile et qui le montrait commettant l'agression et faisant explicitement allusion au « knockout ». Les enquêteurs révélèrent qu'il y avait dans son téléphone mobile d'autres vidéos où il usait d'épithètes racistes et une où il se demandait s'il gagnerait l'attention des médias en commettant une agression de type knockout game sur un Noir. C'était un des premiers cas où un Afro-Américain fut victime d'une agression mise en relation avec le knockout game. Le département de la Justice des États-Unis inculpa ultérieurement Barrett de crime de haine. C'est la seule fois que le département intervint lui-même dans la répression d'agressions liées au knockout game. L'avocat de Barrett déclara que son client souffrait de trouble bipolaire et n'était pas sous médication au moment de l'agression,,,,. En octobre 2015, Barrett fut condamné à 71 mois (5 ans et 11 mois) d'incarcération dans les prisons fédérales. Il est toujours exposé à des poursuites devant le tribunal d'État (en).

### 2014–2016
En décembre 2015, un balayeur de rues de Paterson (New Jersey), Cesar Nejara, 37 ans, fut attaqué par Kristian Gonzalez, 17 ans, sous les encouragements d'un autre adolescent de 16 ans filmant la scène. Les adolescents publièrent la vidéo sur Facebook et la presse parla de knockout game. Le coupable reconnut les faits deux mois plus tard,.
Le 27 juillet 2016, à Milan, la police italienne arrêta un jeune Espagnol en vacances qui, agissant en solitaire, avait commis plusieurs agressions contre des passants. La comparaison avec le knockout game fut faite par certains médias italiens.
Le 29 août 2016, un Guatémaltèque de 30 ans, Mardoquo Sincal Jochola, subit une agression mortelle à Philadelphie et la police envisagea la possibilité d'un knockout game.

## Motivations antisémites et racistes
Plusieurs agressions commises contre des victimes juives à Brooklyn en 2013 ont été qualifiées de crimes de haine antisémites,,,. Nightline rapporta que, selon la police de New York City, l'antisémitisme pouvait bien être un motif des attaques, vu que les huit victimes furent toutes identifiées comme juives.
Des leaders de la communauté juive de Brooklyn se sont exprimés sur le sujet, et la section locale de l'Anti-Defamation League publia une déclaration sur les attaques de type knockout game « prenant pour cibles des Juifs isolés dans Brooklyn ». Amrit Marajh, 28 ans, suspect dans une des attaques de Brooklyn, fut inculpé de crime de haine parce que sa victime était juive,,. Marajh a plaidé non coupable et rejeté l'accusation d'antisémitisme.
Le 20 novembre 2013, l'universitaire et essayiste noir Thomas Sowell dénonce le règne du « politiquement correct », qui fait que la nature raciste du knockout game pratiqué par des Noirs n'a été divulguée par la police new-yorkaise et les médias que quand elle a pris des Juifs pour cibles, alors que depuis des années, des Blancs et des Asiatiques en étaient victimes.
Le 3 décembre 2013, Laurie Cumbo (en), conseillère démocrate afro-américaine de New York City nouvellement élue, lia sur sa page FaceBook le knock out game à la crainte qu'éprouvaient les Noirs de Crown Heights d'être chassés de leurs logements par leurs propriétaires juifs et ajouta : « Les réalisations de la communauté juive provoquent du ressentiment et l'impression que le succès des Juifs n'est pas leur succès. » L'Anti-Defamation League déclara que ce message était « préoccupant » et qu'il évoquait des « stéréotypes antisémites classiques ». Cumbo publia plus tard des excuses au sujet de ses remarques,. Elle ajoutait que les vies des victimes et des suspects ne seraient plus jamais les mêmes et que les agresseurs devaient être « poursuivis avec toute la rigueur de la loi. » Raymond Kelly, commissaire du NYPD, déclara plus tard qu'il s'abstenait de parler des agressions comme d'une mode pour éviter le mimétisme criminel.
En réaction à plusieurs attaques de Noirs sur des Juifs mentionnées par la presse en 2013, Al Sharpton, pasteur noir et militant des droits civiques, publia un article intitulé « Knockout Games—La plus grande forme de lâcheté », où il condamnait les agressions et notait que la communauté noire ne serait pas restée silencieuse si elle en avait été la victime.
Dans la couverture des agressions de 2013, Greta Van Susteren du site web conservateur Fox Nation du groupe Fox News se focalise sur des facteurs ethniques, notant que les crimes sont commis principalement par de jeunes Afro-Américains et reprochant aux médias de passer sous silence la nature raciste de ces agressions. Bill O'Reilly, du Fox News Channel, décrivit les agressions du type knockout comme « un nouvel exemple de jeunes Américains noirs commettant des crimes insensés » et déplora le peu  d'attention accordé par les médias à cette affaire.

## Ripostes

### Actions gouvernementales

#### New York
Le 21 novembre 2013, Jim Tedisco (en), membre républicain de l'Assemblée de l'État de New York, proposa un texte législatif appelé le « Knockout Assault Deterrent Act » (loi dissuasive contre l'agression Knockout), visant à ce que les délinquants juvéniles coupables de ce type d'attaques subissent la même répression que les adultes et à ce que ceux qui enregistrent la scène soient également punis,. Hugh Farley (en) (républicain lui aussi), sénateur de l'État de New York, est partisan d'une loi qui aggraverait les peines contre les agressions liées au knockout game, traiterait comme des adultes les délinquants juvéniles auteurs de ce type de faits et rendrait les complices criminellement responsables,. John McDonald, membre démocrate de l'Assemblée, souhaite des peines plus sévères, mais pense que la proposition de J. Tedisco va sans doute trop loin.

#### Wisconsin
Dans le Wisconsin, Dean Kaufert (en), membre républicain de l'Assemblée, annonça qu'il envisageait de rédiger une proposition de loi dissuasive contre le knockout game.

### Communautés
Après que, vers la fin de 2013, des Juifs furent victimes du knockout game à Brooklyn, des leaders, conseillers et représentants d'organisations juives s'élevèrent contre ces agressions,,.
Des leaders de la communauté afro-américaine prirent eux aussi position. Charles Barron, conseiller de la ville de New York, déclara que la racine du problème était que le manque d'emplois perturbait les jeunes; il proposait aussi que des fonds supplémentaires soient alloués à la mise sur pied de patrouilles communautaires. Hakeem Jeffries, représentant démocrate de l'État de New York à la Chambre des représentants des États-Unis, dit à une conférence du Crown Heights Youth Collective (Collectif de la jeunesse de Crown Heights) que les agressions fondées sur la race ne seraient pas tolérées et que le Collectif ferait tout ce qui serait en son pouvoir pour que justice soit rendue. Kenneth P. Thompson (en), alors procureur de district élu de Brooklyn, stigmatisa les agressions, disant qu' « il n'y avait pas de statut à gagner » à mettre knock-out une victime sans défiance et que cette sorte de violence ne serait pas tolérée. Eric Adams) (en), président d'arrondissement (en) de Brooklyn, appuya la déclaration de Thompson et dit que si vous « jouez à ce jeu, (...) vous perdrez. »
Parmi les autres membres notables de communautés de New York City qui ont parlé contre les agressions figurent le Révérend Al Sharpton et Dov Hikind) (en). Al Sharpton, Russell Simmons, le rabbin Marc Schneier) (en), fondateur de la Foundation for Ethnic Understanding (en), David Dinkins, ancien maire de New York, et Marc Morial, ancien maire de La Nouvelle-Orléans et à l'époque des faits président de la National Urban League, publièrent en décembre 2013 une vidéo disant « No to K.O. ». Mike Tyson, boxeur en retraite né à Brooklyn, a lui aussi parlé contre les agressions aux Piers Morgan's Life Stories (en).

## Critiques des comptes rendus de presse
L'affirmation que le knockout game serait une mode de plus en plus répandue a été mise en question par certains analystes politiques, qui y voient une « légende urbaine » et une « sorte de panique » selon le New York Times.
En juin 2011, à la suite du décès de Hoang Nguyen, un article d'investigation de John Tucker, du Riverfront Times (en), constata l'existence de différents sons de cloche. Daniel Isom , chef du département métropolitain de police de la ville de Saint-Louis (en), déclara qu'un an avant, la police avait établi que le knockout game (appelé knockout king) était joué par un groupe de mineurs d'âge. La police estimait que cette pratique n'était pas répandue et se limitait à cinq ou neuf adolescents. Toutefois, des adolescents de l'endroit interviewés par Tucker pensaient que le chiffre était beaucoup plus élevé; un d'entre eux, âgé de 18 ans, estimait que 10 à15% de ses pairs pratiquaient le jeu. Un coiffeur du secteur de Saint-Louis dit que le jeu existait déjà dans sa jeunesse, mais qu'à cette époque, il était appelé « One Hitter Quitter ». Mike Males (en), du Center on Juvenile and Criminal Justice (en), déclara, lui, que les médias avaient monté en épingle par sensationnalisme quelques agressions de type semblable et que « Cette légende du knockout game fait état d'une tendance imaginaire. » En revanche, la police pensait que ces attaques étaient peut-être sous-dénoncées, dans la mesure où une proportion de leurs victimes étaient des immigrés appartenant à des communautés dont les relations avec les forces de l'ordre avaient été tendues.
En 2012 et 2013, divers articles de presse témoignent d'hésitations quant à la nature de jeu et au caractère de mode du phénomène. Ils révèlent aussi, notamment chez la police, le désir d'occulter les faits pour ne pas favoriser un mimétisme criminel,,.
En décembre 2013, Michael Nutter, maire de Philadelphie, estimait qu'insister sur la notion de « jeu » était « jouer » avec les mots, l'essentiel étant de mettre fin à une vague d'agressions non provoquées,. Antérieurement, Tanya Little, porte-parole de la police de Philadelphie, avait rattaché une attaque du 11 novembre au knockout game.
À la même époque, Jamelle Bouie, du Daily Beast, défendait deux thèses : 1° le knockout game pourrait bien être une légende; 2° ce genre d'agressions n'est pas rare, puisque le FBI a signalé 127.577 attaques à mains nues en 2012.
Le journaliste de gauche Chris Hayes décerna au knockout game son premier prix annuel des Histoires les plus surmédiatisées de l'année, en raison de ce qu'il considérait comme une couverture excessive par Fox News.
Robin Abcarian, du Los Angeles Times, reprocha aux analystes conservateurs de s'intéresser au phénomène parce qu'il permettait une « narration paresseuse » s'en tenant à montrer « des adolescents noirs attaquant des Blancs au hasard. »
D'autres critiques ont encore été formulées contre la notion de knockout game,,,,.